# Artur Kauffmann

Artur Kauffmann, vor 1937

Artur Kauffmann (* 10. Dezember 1897 in Schwirsen, Kreis Thorn; † 21. Juni 1942 in Wippra, Südharz) war ein deutscher Politiker (NSDAP).

## Leben und Wirken
Nach dem Besuch der Volksschule in Briesen absolvierte Kauffmann eine Lehre beim Landratsamt der Stadt. Später arbeitete er für den Kreisausschuss Ratzeburg und als Abteilungsleiter beim Krankenkassenverband Stolp sowie als Geschäftsführer der Landesstelle Pommern des RdO und als Leiter der Landesversicherungsanstalt Pommern.
Kauffmann trat zum 19. Oktober 1925 der NSDAP bei (Mitgliedsnummer 20.925) und übernahm Ämter als Ortsgruppenleiter und als Kreisleiter, später Gauabteilungsleiter und ab August 1934 als stellvertretender Gauleiter von Pommern. Von März 1936 bis zu seinem vorzeitigen Ausscheiden am 30. Juni 1937 saß Kauffmann als Abgeordneter für den Wahlkreis 6 (Pommern) im nationalsozialistischen Reichstag. In der SS (SS-Nummer 13.225) wurde Kauffmann am 9. November 1936 zum Standartenführer befördert. 
Kauffmann wurde am 14. Juni 1937 aus der SS entlassen; am 30. Juni 1937 legte er sein Reichstagsmandat nieder. Zuvor hatte das Parteigericht Pommern im Januar 1937 beantragt, Kauffmann zu verwarnen und ihm für drei Jahre die Fähigkeit zur Bekleidung von Parteiämtern abzuerkennen. Gegenstand des Parteigerichtsverfahrens waren sexuelle Beziehungen Kauffmanns zur Frau eines untergebenen Gauamtsleiters; zugleich hatte Kauffmann Gauleiter Franz Schwede eine Vorstrafe des Gauamtsleiters wegen versuchter Vergewaltigung verschwiegen.